# Station Vellingshøj
Station Vellingshøj is een station in het noorden van de stad Hjørring in Denemarken. Het stationsgebouw uit 1925 is een ontwerp van de architect Sylvius Knutzen. Het is niet meer in gebruik. Ter plaatse is nu een halte met abri. Vellingshøj ligt aan de lijn Hjørring - Hirtshals. 